# Arriets
Ligia és un gènere de crustacis isòpodes de la família Ligiidae coneguts popularment com a arriets o paneroles de mar. Tenen el cos oval deprimit i sense closca. Les antènules són diminutes i les antenes molt llargues.
Són marins, però viuen fora de l'aigua, a la zona litoral. Llur activitat és preferentment nocturna. Les dues espècies més conegudes són Ligia italica, abundant a la Mediterrània, i Ligia oceanica.